# Rudolfs kasern
Rudolfs kasern (kroatiska: Rudolfova vojarna) är en tidigare kasern och idag kulturmärkt byggnad i Zagreb i Kroatien. Den uppfördes 1887–1889 i vad som då var utkanterna av den kroatisk-slavonska provinshuvudstaden, idag den västra stadsdelen Črnomerec i Zagreb, i dåvarande Österrike-Ungern. Byggnaden har flera användningsområden. Den rymmer bland annat Kroatiska ministeriet för miljöskydd, fysisk planering och konstruktion, Institutet för turism och det kroatiska språkvårdsinstitutet. 

## Historik
Rudolfs kasern, formellt Kronprins Rudolfs infanterikasern (Pješačka vojarna Kraljevića Rudolfa), uppfördes under 1800-talets andra hälft i nyromansk stil och uppkallades efter den österrikiske kronprinsen Rudolf. Kasernen projekterades av de två wienska arkitekterna F. Gruber och C. Völckner och bestod ursprungligen av tretton byggnader. I slutet av 1970-talet revs en del av dessa byggnader och Rudolfs kasern består idag av kasernens forna huvudbyggnad samt fyra mindre byggnader.